# Antonio Albella
Antonio Albella (Alcalá d'Henares, 1968), és un cantant i actor espanyol.

## Biografia
Va iniciar la seva carrera artística en televisió, i es va donar a conèixer al programa Tan contentos, que va presentar al costat de Consuelo Berlanga. Va formar part del grup Locomía, en una de les seves etapes, i amb posterioritat, es va centrar en la seva faceta d'actor on ha realitzat diversos papers dramàtics en teatre i televisió.

## Filmografia
- La espina de Dios (2015), llargmetratge
- Gallino, the Chicken System (2013), llargmetratge
- La hora de José Mota (sèrie de televisió).
  - A Dios gracias (2009)
  - Verdades y mentiras (2009)
  - Comunicación e incomunicación (2009)
- Scream Queen (2009), corto.
- Maitena: Estados alterados (2008), sèrie de televisió.
  - episodi #1.3 (2008)
- Amar en tiempos revueltos (2006), sèrie de televisió.
  - episodi #1.174 (2006).
  - episodi #1.170 (2006).
- Al filo de la ley (2005), sèrie de televisió.
  - Fantasmas del pasado (2005)
- Cena de Nochebuena (2000), corto.
- La casa de los líos (1998-1999), sèrie de televisió.
  - El combate del siglo (1999).
  - Soledad, maldita soledad (1999).
  - ¡Adiós, Casino, adiós! (1998).
- Éste es mi barrio (1996), sèrie de televisió.
  - Las hembras de Cándido (1996).
  - Honrarás a tu padre (1996).
- Lleno, por favor (1993), sèrie de televisió.
  - ¡Polvo eres, Hernández! (1993).